# A Thousand Kisses
Thousand Kisses (hangul: 천번의 입맞춤; rr: Cheonbeon-ui Immatchum; MR: Ch'ŏnbŏnŭi Immatch'um) é uma série de televisão sul-coreana de 2011, estrelada por Seo Young-hee, Ji Hyun-woo, Ryu Jin e Kim So-eun. Ela explora a questão das diferenças de idade no romance. Foi ao ar na MBC de 20 de agosto de 2011 a 5 de fevereiro de 2012, aos sábados e domingos às 20h40, totalizando 50 episódios.

## Sinopse
Woo Joo-young (Seo Young-hee) é a filha mais velha de sua família e superou dificuldades na vida graças à sua personalidade. Seu marido Tae-kyung tem um caso, e o casal decide o divórcio. Um dia, Joo-young leva seu filho Chan-noh para um jogo de futebol e conhece Jang Woo-bin (Ji Hyun-woo), um ex-jogador de futebol nacional que agora é um agente esportivo. Chan-noh se aproxima de Woo-bin e isso leva a uma amizade próxima entre sua mãe, Joo-young, e Woo-bin. Woo-bin inicia um romance com uma mãe solteira divorciada, mas suas idades, status sociais e experiências de vida criam obstáculos ao relacionamento.
Jang Byung-doo (Lee Soon-jae) é o dono de um chaebol que gerencia resorts e se apaixona por sua cuidadora Yoo Ji-sun (Cha Hwa-yeon), e eles se casam.
Enquanto isso, seu filho, Jang Woo-jin (Ryu Jin), é uma pessoa fria e arrogante que possui o cargo de gerente de planejamento do resort de seu pai, além de ter um relacionamento tenso com ele, marcado por ressentimentos — ele sente que o pai demonstrou pouca atenção a sua mãe, que morreu de uma doença hereditária. Woo Joo-mi (Kim So-eun) é uma repórter freelancer de uma revista que não se lembra do rosto de sua mãe, tendo sido criada por Joo-young, sua irmã mais velha, e sua avó. Ela se apaixona por Woo-jin à primeira vista, apesar dos dois terem a diferença de 9 anos de idade, e graças à sua personalidade proativa, ela faz de tudo para o amor dar certo. Em vez de sofrer por amor sozinha, ela vai atrás dele de forma assertiva e o conquista com sua natureza otimista e afetuosa.

## Elenco

### Principal
- Seo Young-hee como Woo Joo-young[3]
- Ji Hyun-woo como Jang Woo-bin[4]
- Ryu Jin como Jang Woo-jin (primo de Woo-bin)[4]
- Kim So-eun como Woo Joo-mi (irmã mais nova de Joo-young)[5][6]

### De apoio
- Cha Soo-yeon como Han Yoo-kyung (primeiro amor de Woo-bin)
- Shim Hyung-tak como Park Tae-kyung
- Lee Soon-jae como Jang Byung-doo
- Cha Hwa-yeon como Yoo Ji-sun
- Goo Seung-hyun como Park Chan-noh
- Kim Chang-sook como Min Ae-ja
- Jung Ga-eun como Jang Hye-bin
- Jung Jae-soon como Yum Jung-soon
- Nam Ji-hyun[a] como Jang Soo-ah
- Ban Hyo-jung como Cha Kyung-soon
- Lee Mi-young como Oh Bok-joo
- Lee Ja-young como Yang Joon-hee
- Kim Chang-wan como Jang Byung-shik
- Yoon Doo-joon como Yoon Ki-joon (participação especial)
- Lee Tae-ri[b] como Moon Gi-joon (participação especial)
- Yoo Yeon-seok como Hyung-soo, jogador de futebol[4]